# Lampègia
Lampègia o Lampàgia fou filla del duc Eudes I d'Aquitània.
El 731 es va casar (probablement a Bordeus) amb el senyor de Cerdanya conegut com a Munusa que estava preparant una revolta. Els seus plans foren descoberts i fou atacat i assetjat a Llívia. Va poder fugir però fou atrapat perquè es va voler emportar a Lampègia que li va retradar la marxa; finalment per no ser atrapat es va suïcidar tirant-se d'un penya-segat. Lampègia fou feta presonera i enviada a l'harem del califa a Damasc.